# ピーター・マーフィー
ピーター・ジョン・ジョゼフ・マーフィー（英語: Peter John Joseph Murphy、1957年7月11日 - ）は、バウハウスのヴォーカリストとして知られるイギリスのミュージシャンである。出身はノーザンプトンシャーのウェリンバラ。吸血鬼を思わせる細く鋭角的な顔立ちが特徴。通称「ゴスの帝王」。

## 略歴
1979年にバウハウスのメンバーとしてレコード・デビュー。バウハウス解散後、元ジャパンのミック・カーンと組みユニット「ダリズ・カー」を結成。1984年にオリエンタリズム溢れるアルバム『ウェイキング・アワー』を発表するが直後に解散し、本格的にソロ活動をスタートさせた。
1990年発表のソロ・アルバム『ディープ』は、母国イギリス以上にアメリカで受け入れられた。アルバムは全米44位に達し、シングル「カッツ・ユー・アップ」は『ビルボード』誌のモダン・ロック・チャートでは1位、総合シングル・チャートのBillboard Hot 100でも55位に達した。

## ディスコグラフィ

### ソロ・アルバム
- Should the World Fail to Fall Apart（1986年）
- Love Hysteria（1988年）
- Deep（1990年）
- Holy Smoke（1992年）
- Cascade（1995年）
- Recall EP（1997年）
- Wild Birds: 1985-1995（2000年、コンピレーション・アルバム）
- A Live Just for Love（2001年、ライヴ・アルバム）
- Dust（2002年）
- Unshattered（2004年）
- Ninth（2011年）